# Eugène Piron
Pour les articles homonymes, voir Piron.
Eugène Piron, né le 30 avril 1875 à Dijon et mort le 17 novembre 1928 à Salon-de-Provence, est un sculpteur français, lauréat du prix de Rome de sculpture en 1903.

## Biographie
Eugène-Désiré Piron est fils du sculpteur Désiré Piron. Il est élevé parmi les plâtres et les statues et c’est tout naturellement qu’il souhaite embrasser la même carrière que son père. Il est le petit-neveu du poète Alexis Piron, à la mémoire duquel il réalisera un monument à Dijon.
Il débute par la peinture. Le musée des Beaux-Arts de Dijon conserve de lui une toile de 1890 intitulée Le Château des Gendarmes à Dijon .
En 1894, il entre à l’école des beaux-arts de Dijon où il devient l’élève de François Dameron puis d’Ernest Bouteiller. En 1898, il obtient une médaille d’honneur et une bourse départementale qui lui permet de se présenter à l’École des beaux-arts de Paris où il est admis la même année.
Élève de Louis-Ernest Barrias et de Jules Coutan, après avoir reçu plusieurs récompenses, il concourt pour le prix de Rome en 1902 et obtient le premier grand prix de sculpture en 1903 pour son bas-relief Dalila livre Samson aux Philistins.
Il réside de 1903 à 1907 à la villa Médicis alors dirigée par le sculpteur Eugène Guillaume puis, au décès de ce dernier, en 1904, par le peintre Carolus-Duran. Il profite de son séjour pour parcourir l’Italie de Naples à Padoue, de Venise à Florence mais également pour se rendre à Athènes.
Membre de la Société des artistes français, il est classé « hors-concours » au Salon de Paris en 1907 pour le bronze du Petit faune dansant, exécuté à Rome.
En 1923, Piron quitte Paris pour s’installer définitivement à Salon-de-Provence, où il se suicide dans son atelier le 17 novembre 1928. Il est inhumé cimetière Saint-Roch.

## Distinction
Eugène Piron est nommé chevalier de la Légion d'honneur par décret du 11 février 1919.

## Hommages et postérité
Une rue de Salon-de-Provence et de Courtenay porte son nom.

## Œuvres dans les collections publiques

### Monuments et œuvres décoratives
- Monument aux morts d’Auroux : 1923, monument commémoratif de la Première Guerre mondiale. Socle mouluré pyramidal en granit à emmarchement de plan carré supportant une statue en fonte de fer[4].
- Monument aux morts de Salon-de-Provence, ou Le Sublime Réveil : 1924, taillé directement dans la falaise de safre[5] au fond du cimetière Saint-Roch, ce qui le rend unique en son genre et atypique.
- Monument aux morts de Trouville-sur-Mer : 1922, monument commémoratif de la Première Guerre mondiale. Devant l'hôtel de ville. Il représente une femme au sommet d'un obélisque[6].
- Monument à Alexis Piron : cette œuvre, inaugurée en 1909, ornait initialement la place des Cordeliers à Dijon. Ses éléments en bronze ont été fondus pendant la Seconde Guerre mondiale. Le buste d'Alexis Piron se trouve aujourd'hui au jardin de l'Arquebuse à Dijon.
- Quatre bas-reliefs ornant la façade de la villa Messner : cette villa est construite à Dijon, 5 bis rue Parmentier, entre 1912 et 1913 par l'entreprise Fournier-Faucher, sur les plans de l'architecte parisien R.-J. Jardel. Elle était destinée à Ernest Messner (1851-1914), viticulteur et brasseur, élu député en 1906, puis sénateur en 1910. L'ensemble est conçu dans un style néo-Louis XVI.
- Haut-relief Le Retour, au Monument de la Victoire et du Souvenir rond-point du cours du Parc à Dijon, réalisé par l'architecte Auguste Drouot et les sculpteurs Paul Gasq, Eugène Piron, Jean Dampt et Henri Bouchard[7]. Inauguré le 9 novembre 1924.
- Monument aux médaillés militaires, Paris, Hôtel national des Invalides, cour du Dôme (1925)[8].

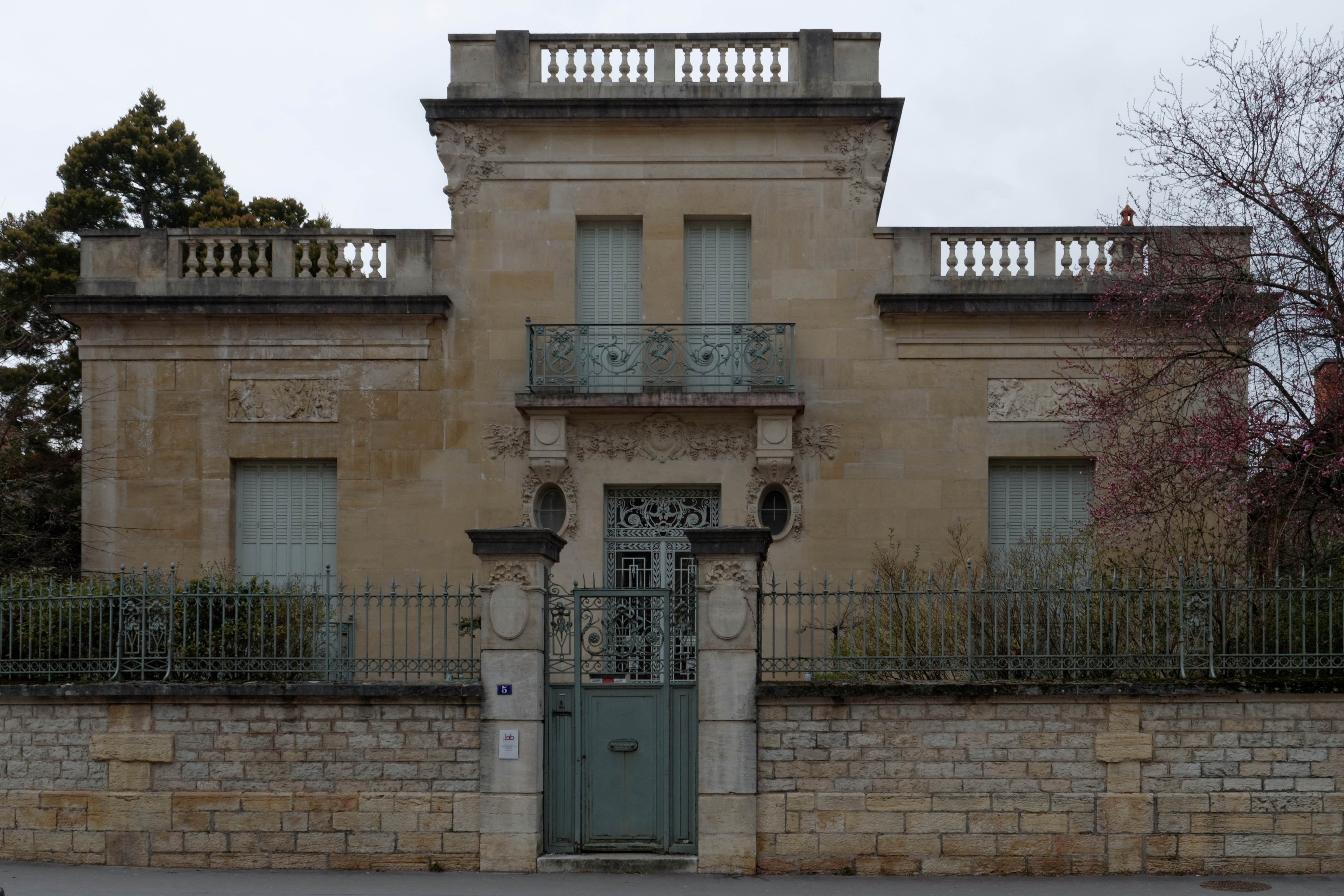
La villa Messner à Dijon.
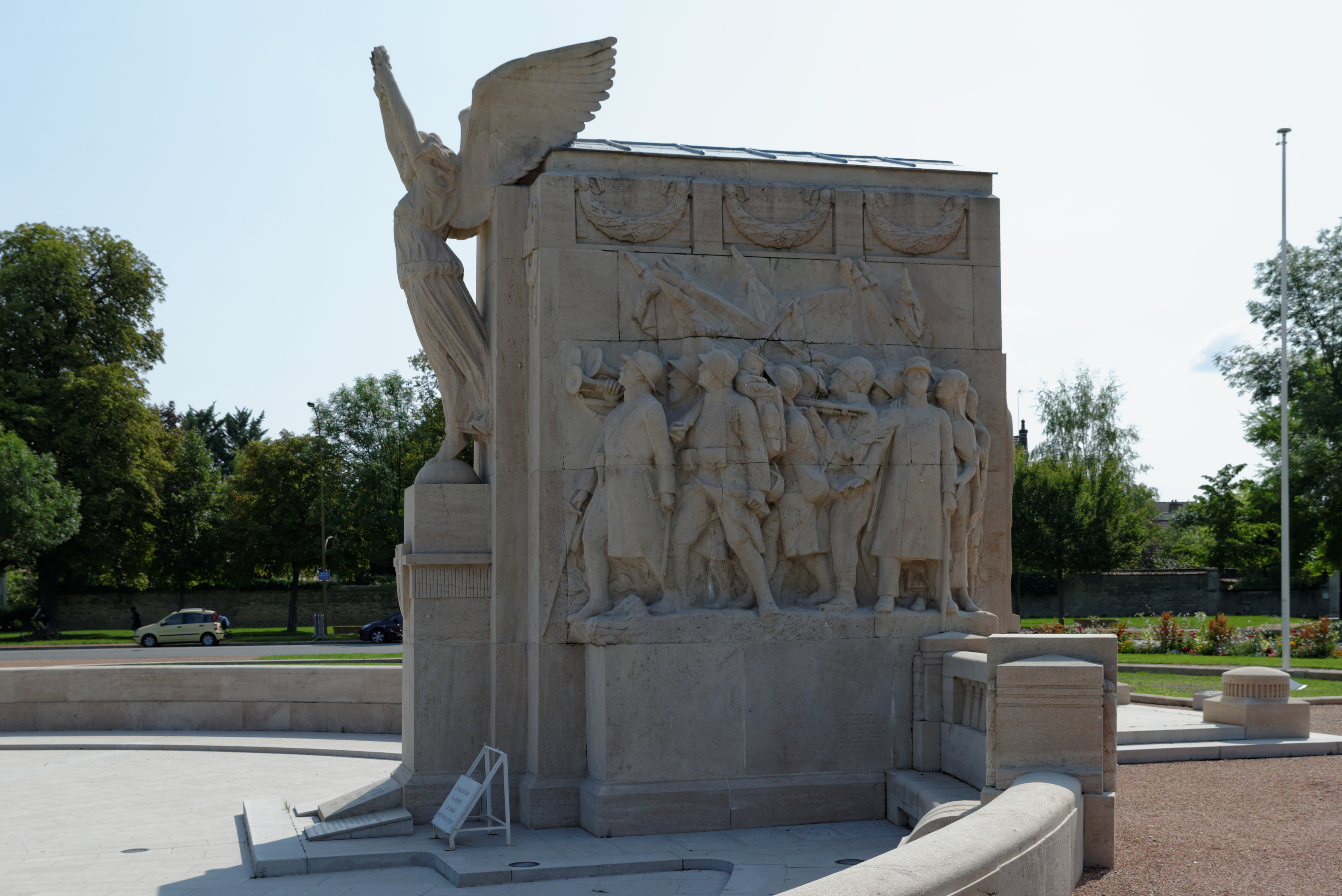
Monument de la Victoire et du Souvenir à Dijon.

#### Œuvres d'édition
- On ne passe pas (d)[9], statue d'un poilu (soldat de la Première Guerre mondiale) en uniforme, les bras écartés. Dans sa main droite, il tient son fusil, dont la crosse repose à terre. Il tend son corps pour faire barrage à l'envahisseur ennemi. Le texte « On ne passe pas » est écrit en relief sur la terrasse.

Elle porte le même titre que la statue de poilu réalisée par Louis Maubert, ainsi que la statue de poilu réalisée par Joseph Carlier qui ornent plusieurs monuments aux morts en France. Les trois statues sont très différentes.
Cette statue orne les monuments aux morts de : Agny, Aix-Noulette, Auroux, Bazaiges, Belleherbe, Bienvillers-au-Bois, Crancey, Dompcevrin, Écuvilly, Heudicourt-sous-les-Côtes, Humbercamps, Juvigné, Landouzy-la-Ville, Laronxe, Lignières-Orgères, Lye, Malicornay, Mareuil-le-Port, Messon, Péroy-les-Gombries, Pierre-Buffière, Roisin, Saint-Colomban-des-Villards, Saint-Jeures, Saint-Julien-du-Terroux, Saint-Marc-le-Blanc, Saint-Pardoux-la-Rivière, Sainte-Opportune-du-Bosc, Sauchy-Cauchy et Scey-sur-Saône-et-Saint-Albin.

On ne passe pas
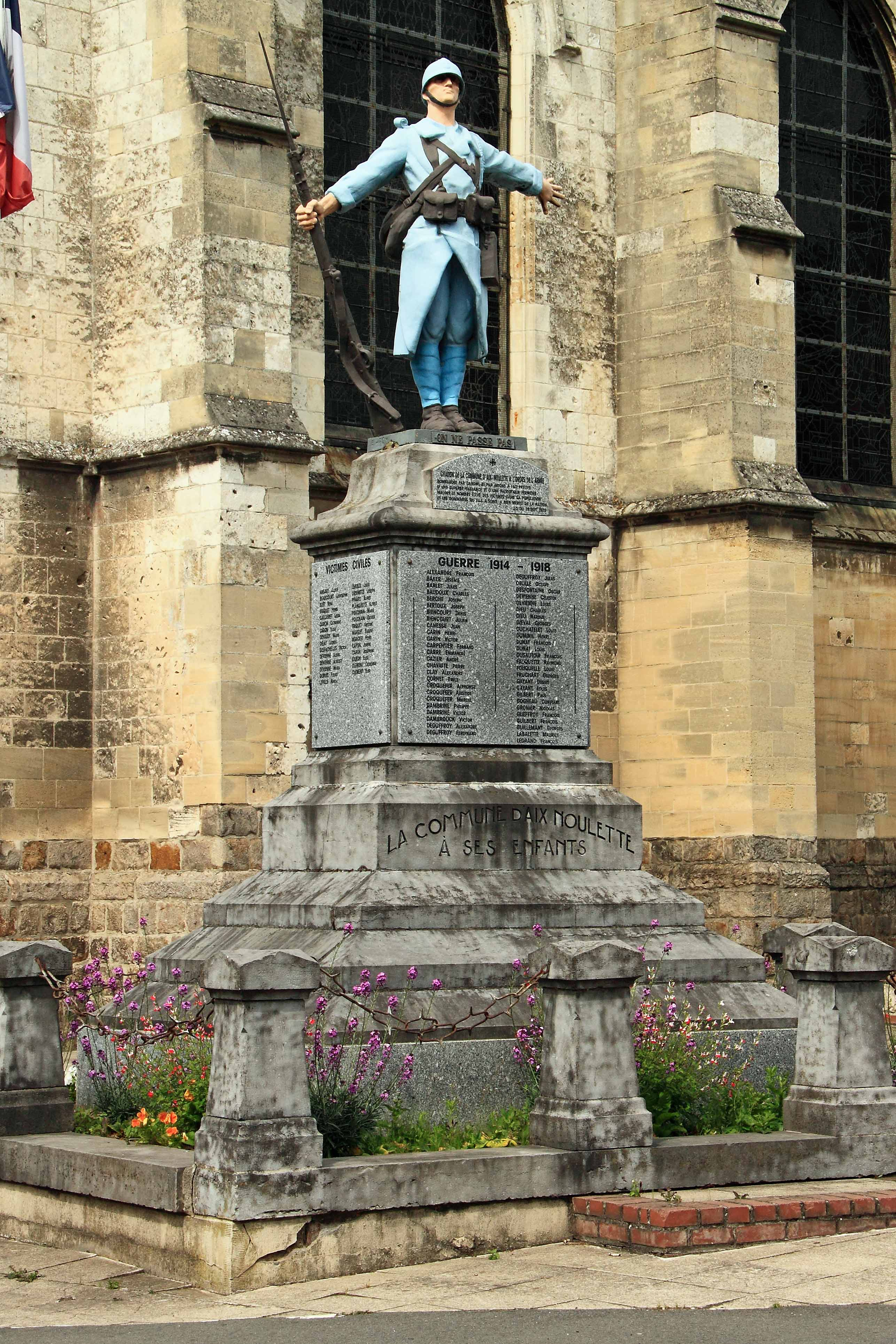
Monument aux morts d'Aix-Noulette.
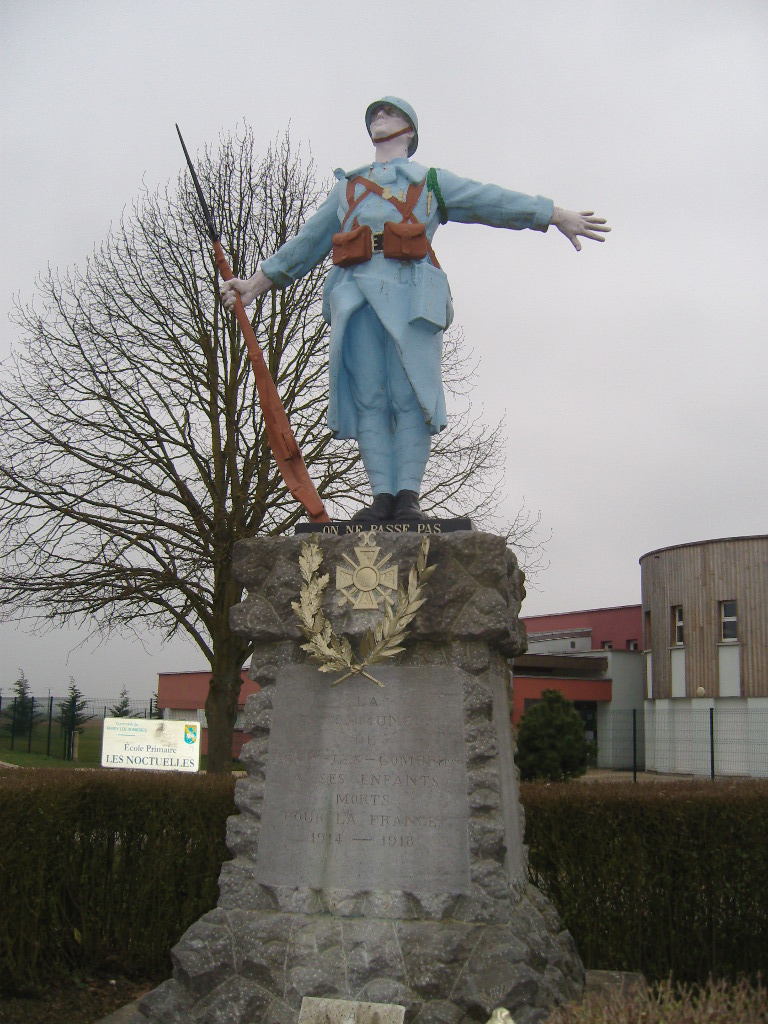
Monument aux morts de Péroy-les-Gombries.
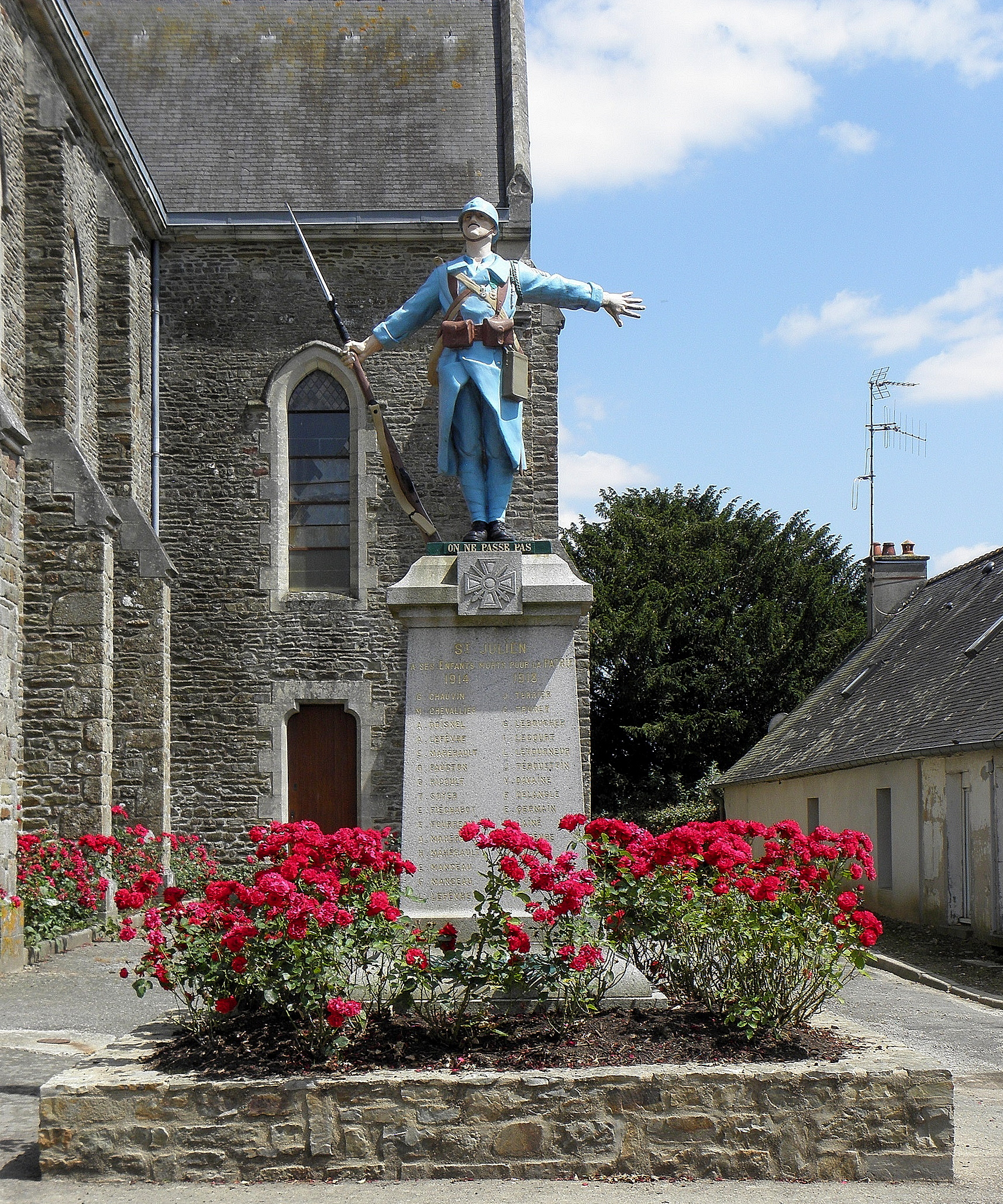
Monument aux morts de Saint-Julien-du-Terroux.
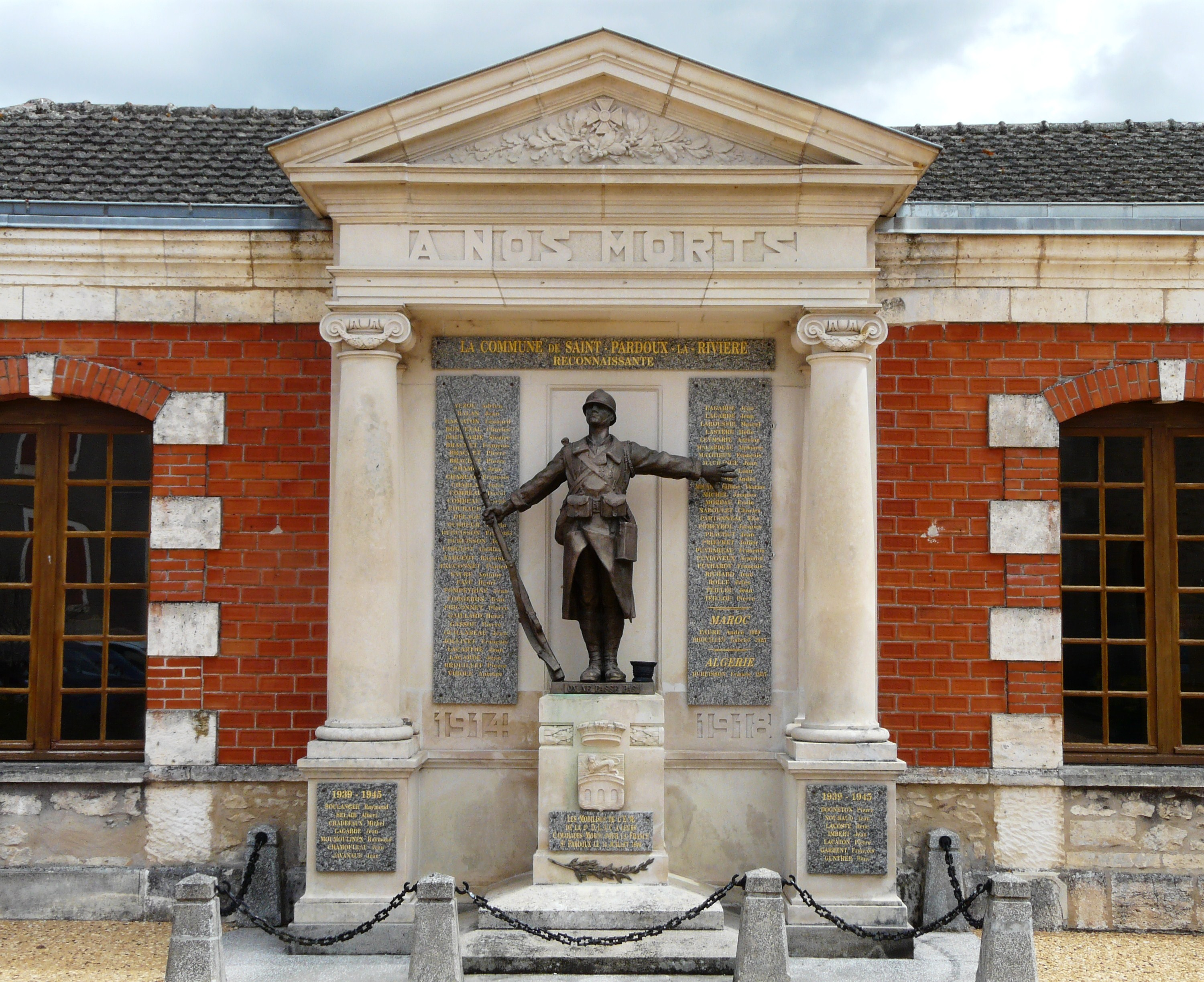
Monument aux morts de Saint-Pardoux-la-Rivière.
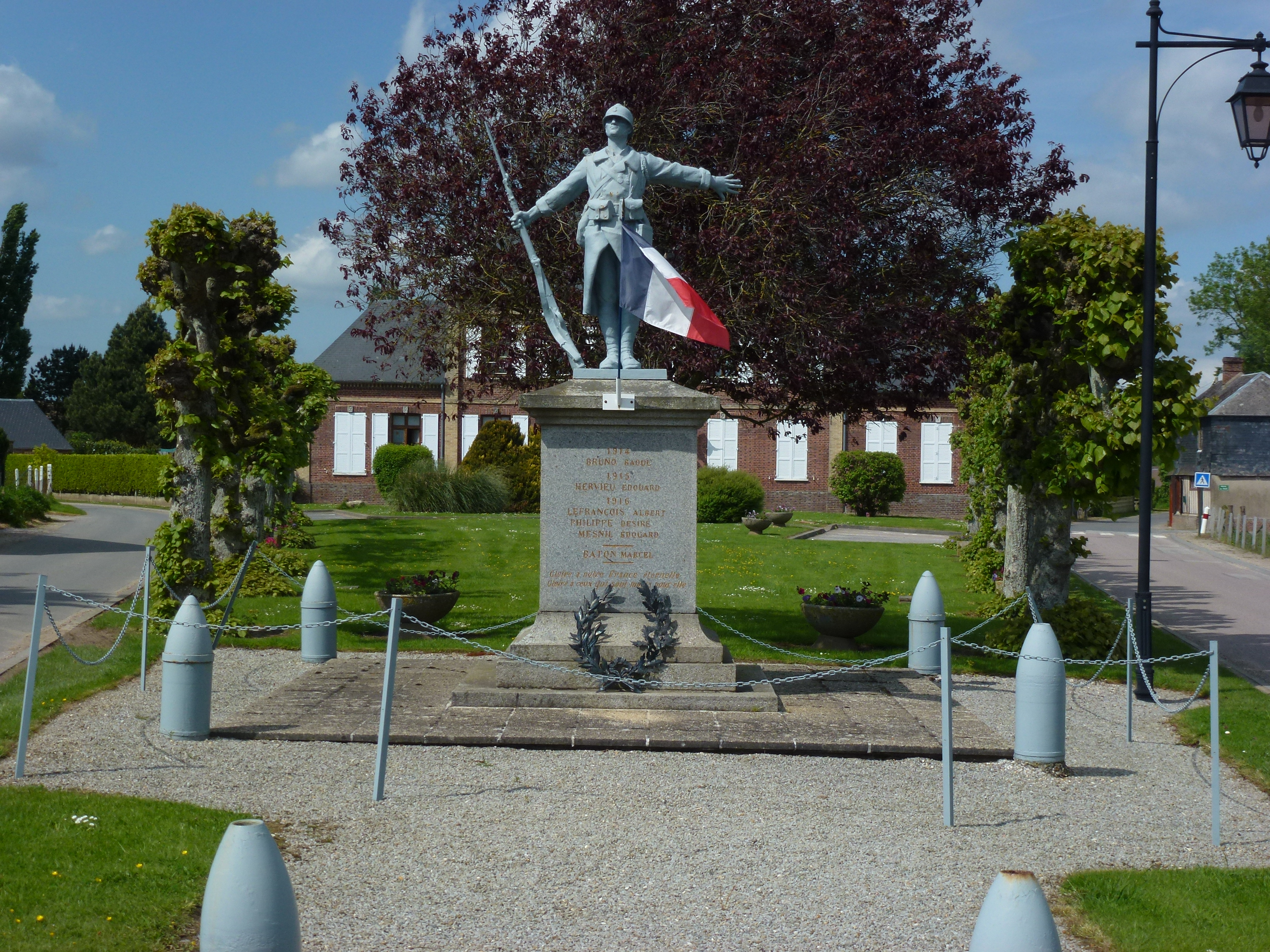
Monument aux morts de Sainte-Opportune-du-Bosc.

- Poilu au drapeau également appelée Soldat au drapeau[11].

Cette statue orne les monuments aux morts de : Arnac-la-Poste, Anderny, Maizey et Vorey.

### Statues
- Dalila livre Samson aux Philistins : 1903, bas-relief en plâtre pour lequel Piron est récompensé par le premier prix de Rome. École nationale supérieure des beaux-arts de Paris[12].
- Statue du général Pichegru, 1901, plâtre. Portrait en pied de Jean-Charles Pichegru. Conservé au musée d’Arbois, ville où est né Pichegru en 1761. Piron a réalisé, en 1903, quatre bas-reliefs sur la vie de Pichegru conservés également à Arbois.
- Statue de Lazare Carnot : façade du palais du Louvre, aile de Rohan, côté rue de Rivoli[13].
- Bacchus ivre, 1908, bois polychrome, 77 x 27 x 33 cm, musée des Beaux-Arts de Dijon[14].
- Statue Les Druides, Rome 1908, parc de Bagatelle (Bois de Boulogne Paris).

### Bustes
- Buste de Jules Massenet : marbre, commandé en 1922 et conservé au musée de l’Opéra-comique de Paris en 1928, après le décès de l’artiste[15].
- Buste de Carolus-Duran : bronze, école nationale supérieure des beaux-arts de Paris[16].
- Tête de Druide : pierre. Préfecture de l’Aisne à Laon.
- Buste de Gaston Liégeard : bibliothèque du château de Brochon[17].

### Objets d'art
- Pan, 1920, représentant un enfant tenant un cerf par le cou, Palm Beach, Norton Museum of Art[18].